# رضا جبیره
رضا جبیره (زادهٔ ۱۶ تیر ۱۳۷۶) بازیکن فوتبال اهل ایران است که در پست مهاجم برای باشگاه فوتبال چادرملو اردکان در لیگ برتر خلیج فارس بازی می‌کند.

## سوابق باشگاهی و ملی
جبیره فوتبال حرفه ای خود را از باشگاه فوتبال صنعت نفت آبادان شروع و به تیم بزرگسالان این تیم راه یافت بعد از چهار فصل حضور موفق به باشگاه فوتبال پیکان تهران پیوست و یک فصل در این تیم بازی کرد سپس بعد از یک فصل حضور به تیم سابق خود باشگاه فوتبال صنعت نفت آبادان برگشت و یک فصل دیگر در این تیم بود در سال ۲۰۲۱ به باشگاه فوتبال آلومینیوم اراک پیوست و در این باشگاه مشغول به بازی است.
وی همچنین در تیم‌های ملی فوتبال جوانان ایران و امید ایران بازی کرده است.

## آمار باشگاهی
| باشگاهی | باشگاهی                       | باشگاهی  | لیگ  | لیگ | جام      | جام      | قاره | قاره | مجموع | مجموع |
| فصل     | باشگاه                        | لیگ      | بازی | گل  | بازی     | گل       | بازی | گل‌   | بازی  | گل‌    |
| ایران   | ایران                         | ایران    | لیگ  | لیگ | جام حذفی | جام حذفی | آسیا | آسیا | مجموع | مجموع |
| ------- | ----------------------------- | -------- | ---- | --- | -------- | -------- | ---- | ---- | ----- | ----- |
| ۹۲–۱۳۹۱ | باشگاه فوتبال صنعت نفت آبادان | لیگ برتر | ۰    | ۰   | ۰        | ۰        | ۰    | ۰    | ۰     | ۰     |
| ۹۶–۱۳۹۷ | باشگاه فوتبال صنعت نفت آبادان | لیگ برتر | ۱۹   | ۸   | ۱        | ۰        | ۶    | ۴    | ۲۶    | ۱۲    |
| ۹۷–۱۳۹۸ | باشگاه فوتبال صنعت نفت آبادان | لیگ برتر | ۲۶   | ۱۲  | ۱        | ۰        | –    | –    | ۲۷    | ۱۲    |
| ۹۵–۱۳۹۴ | باشگاه فوتبال صنعت نفت آبادان | لیگ برتر | ۱۶   | ۴   | ۴        | ۳        | ۰    | ۰    | ۲۰    | ۷     |
| ۹۵–۱۳۹۴ | باشگاه فوتبال پیکان           | لیگ برتر | ۶    | ۱   | –        | –        | ۴    | ۱    | ۱۰    | ۲     |
| ۹۹–۱۴۰۰ | باشگاه فوتبال پیکان           | لیگ برتر | ۱۸   | ۳   | ۳        | ۰        | –    | –    | ۲۱    | ۳     |
| ۹۹–۱۴۰۰ | باشگاه فوتبال پیکان           | لیگ برتر | ۱۳   | ۰   | ۳        | ۵        | –    | –    | ۱۶    | ۵     |
| ۹۹–۱۴۰۰ | آلومینیوم اراک                | لیگ برتر | ۱۳   | ۳   | –        | –        | –    | –    | ۱۳    | ۳     |
| مجموع   | مجموع                         | مجموع    | ۱۱۱  | ۳۱  | ۱۲       | ۸        | ۱۰   | ۵    | ۱۳۳   | ۴۴    |